# Tarcísio de Freitas
Tarcísio Gomes de Freitas (sinh ngày 19 tháng 6 năm 1975) là một kỹ sư và chính trị gia người Brasil, ông giữ chức Thống đốc São Paulo từ ngày 1 tháng 1 năm 2023. Là thành viên của đảng Cộng hòa, Freitas từng giữ chức Bộ trưởng Cơ sở hạ tầng dưới thời Tổng thống Jair Bolsonaro từ ngày 1 tháng 1 năm 2019 đến ngày 31 tháng 3 năm 2022.